# Гераниевые
Гера́ниевые, или Жураве́льниковые (Geraniáceae) — семейство двудольных растений порядка Гераниецветные.

## Распространение и экология
Травы и полукустарники (мало), распространенные по всему земному шару, особенно на юге Африки и в горах тропического пояса; небольшое количество представителей встречается в Австралии.
На территории России известны около 50 видов гераниевых.

## Ботаническое описание
Листья весьма различны, цельные и круглые или рассечённые.

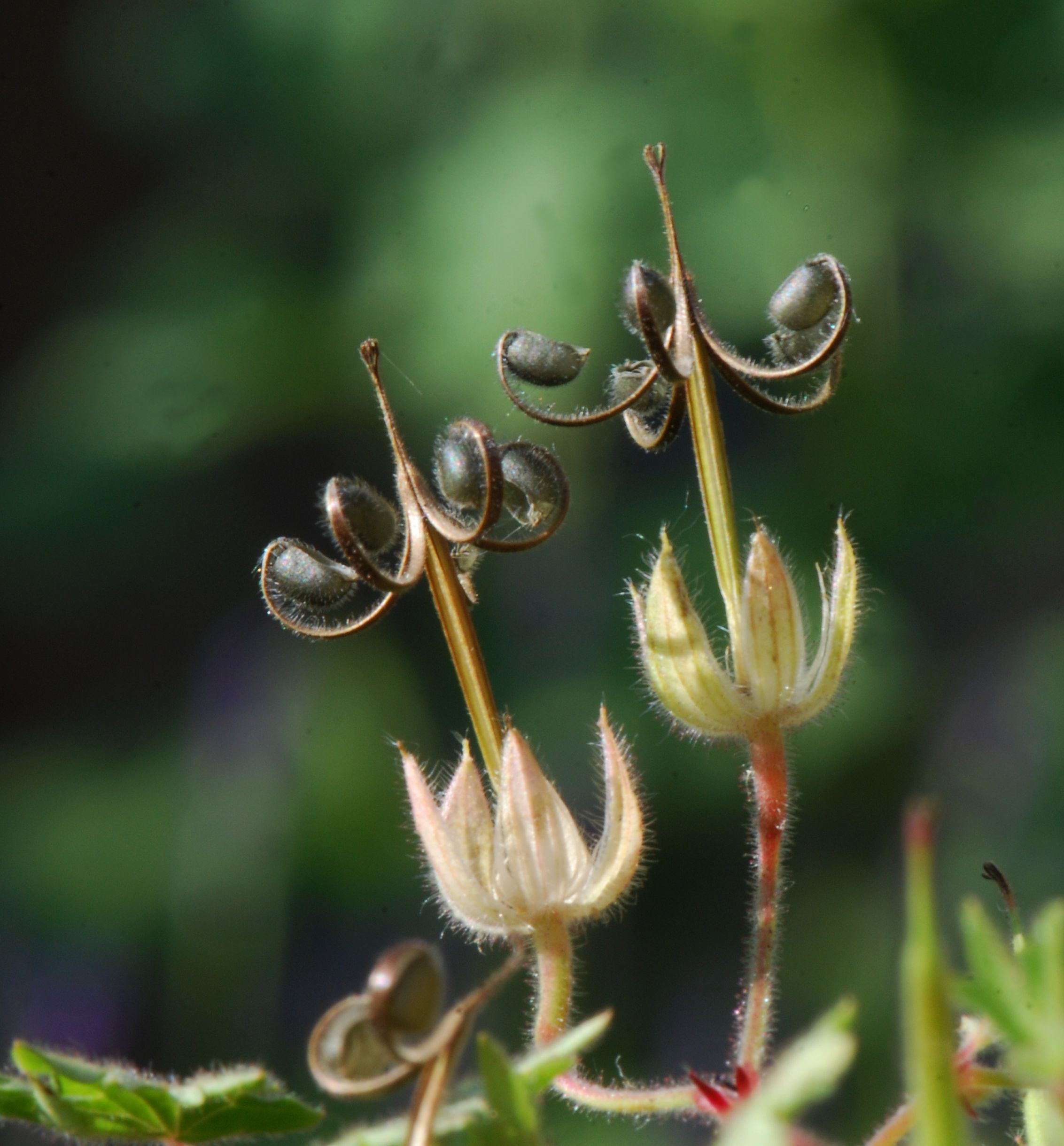
Два вскрывшихся плода растения Geranium rotundifolium

Цветки у большинства крупные и красивые, ярко окрашенные, правильные и неправильные. Тычинок в основном 10, лепестков 5, за исключением дирахмы, у которой их 8. Тычинки расположены в два круга, один против чашелистиков, другой против лепестков. Завязь чаще всего с 5 лопастями и 5 гнёздами, верхняя. Плод представляет собой коробочку с сохраняющимися чашелистиками, которая раскрывается по-особому, от нижней части к верхней. Цветоложе часто вдаётся более или менее между долями плода.

## Значение и применение
Гераниевые известны как красивые садовые растения с яркими крупными цветами; лекарственных растений, не считая применений в народном врачевании, между них не встречается.

## Классификация
Семейство Гераниевые выделялось уже в ранних классификациях семенных растений. По Бентаму и Гукеру, оно состояло из 7 колен (или триб):
- Geranieae — Гераниевые. Цветки правильные, пятилепестные, пять сухощавых плодиков (семянки) с длинными хвостами. Роды: Biebersteinia Steph. — 3 среднеазиатских вида, Monsonia — 12 африкано-азиатских видов, Sarcocaulon — 3 африканских вида, журавельник (Geranium), грабельник (Erodium).
- Pelargonieae — Пеларгониевые. Цветки неправильные, со шпорцем. Два рода — Pelargonium L., со 170 африканскими и восточными видами и множеством садовых разновидностей (часто встречается на окнах в домах и ложно называется геранью); Tropaeolum L. с 35 южноамериканскими видами.
- Limnantheae
- Vmanieae
- Wendtieae
- Кисличные
- Бальзаминовые

Уже тогда два последних колена обычно выделяли в самостоятельные семейства.
Согласно данным сайта Germplasm Resources Information Network (GRIN) в семейство входят пять родов:
- Erodium L'Hér. — Аистник, или Грабельник
- Geranium L. — Герань, или Журавельник
- Hypseocharis J.Rémy
- Monsonia L. — Монсония
- Pelargonium L'Hér. — Пеларгония

По современной классификации на основе APG IV cемейство Гераниевые (Geraniaceae) относится к порядку Гераниецветные (Geraniales) и насчитывает 7 родов и 823 ботанических вида. Таксономическая схема в соответствии с Системой APG IV по состоянию на декабрь 2023 года):
|  |                          |  |                                   |                        |                      |  | еще 1 семейство |         |  |          |
|  |                          |  |                                   |                        |                      |  |                 |         |  |          |
|  |                          |  |                                   | порядок Гераниецветные |                      |  |                 |         |  |          |
|  |                          |  |                                   |                        |                      |  |                 |         |  | 823 вида |
|  | клада Цветковые растения |  |                                   |                        | семейство Гераниевые |  |                 | 7 родов |  |          |
|  | клада Цветковые растения |  |                                   |                        |                      |  |                 | 7 родов |  |          |
|  |                          |  | ещё 63 порядка цветковых растений |                        |                      |  |                 |         |  |          |
|  |                          |  |                                   |                        |                      |  |                 |         |  |          |

### Роды
- California Aldasoro , C.Navarro , P.Vargas , L.Sáez & Aedo [3]
- Erodium L'Hér. — Аистник, или Грабельник
- Geranium L. — Герань, или Журавельник
- Hypseocharis J.Rémy
- Monsonia L. — Монсония
- Pelargonium L'Hér. — Пеларгония
- Sarcocaulon (DC.) Sweet — Саркокаулон